# Lista de candidatos a Presidente da Câmara Municipal nas eleições autárquicas portuguesas de 2017 - Lisboa a Madeira
Neste artigo é feita a relação de todos os candidatos à presidência das câmaras municipais em Portugal nas eleições autárquicas portuguesas de 2017, especificamente nos distritos de Lisboa, Portalegre, Porto, Santarém, Setúbal, Viana do Castelo, Vila Real e Viseu, e nas regiões autónomas dos Açores e da Madeira.

## Candidatos

### Distrito de Lisboa
| Concelho               | Presidente 2013-2017 | Presidente 2013-2017                               | Candidatos |
| ---------------------- | -------------------- | -------------------------------------------------- | --- |
| Alenquer               |                      | Pedro Folgado                                      | Pedro Folgado (PS) Frederico Rogeiro (PPD/PSD.CDS-PP) Ernesto Ferreira (CDU) Mário Luís Correia (BE) |
| Amadora                |                      | Carla Tavares                                      | Carla Tavares (PS) Carlos Silva (PPD/PSD.CDS-PP) Amável Alves (CDU) Deolinda Martin (BE) Carlos Quaresma da Costa (PCTP/MRPP) Patrícia Caeiro (PAN) Tânia Marques (PTP) Mário de Carvalho (NC) João Pica (IND.)                                                                                                  |
| Arruda dos Vinhos      |                      | André Rijo                                         | André Rijo (PS) Luís Rodrigues (PPD/PSD) Ana Pena (CDU) Ana Teresa Francisco (CDS-PP) |
| Azambuja               |                      | Luís de Sousa                                      | Luís de Sousa (PS) Rui Corça (PPD/PSD.MPT.PPM) David Mendes (CDU) Madalena Viana (CDS-PP) Paulo Louro (BE) |
| Cadaval                |                      | José Bernardo Nunes                                | David Santos (PS) José Bernardo Nunes (PPD/PSD) Ricardo Miguel (CDU) Joana Pereira (CDS-PP) |
| Cascais                |                      | Carlos Carreiras                                   | Gabriela Canavilhas (PS) Carlos Carreiras (PPD/PSD.CDS-PP) Clemente Alves (CDU) Cecília Honório (BE) Carlos Pacheco (PCTP/MRPP) Francisco Guerreiro (PAN) João Sande e Castro (PDR.JPP) |
| Lisboa                 |                      | António Costa (2013–2015) Fernando Medina (2015–)  | Fernando Medina (PS) Teresa Leal Coelho (PPD/PSD) João Ferreira (CDU) Assunção Cristas (CDS-PP.MPT.PPM) Ricardo Robles (BE) Luís Júdice (PCTP/MRPP) Inês Sousa Real (PAN) Amândio Madaleno (PTP) José Pinto Coelho (PNR) Joana Amaral Dias (NC) Carlos Teixeira (PDR.JPP) António Arruda (PURP)                  |
| Loures                 |                      | Bernardino Soares                                  | Sónia Paixão (PS) André Ventura (PPD/PSD.PPM) Bernardino Soares (CDU) Pedro Pestana Bastos (CDS-PP) Fabian Figueiredo (BE) João Resa (PCTP/MRPP) Ana Sofia Silva (PAN) Bruno Gomes (PTP) Nélson Batista (NC) Mário Pontes (PDR.JPP)                                                                              |
| Lourinhã               |                      | João Duarte Carvalho                               | João Duarte Carvalho (PS) Vanda Oliveira (PPD/PSD) José Soeiro (CDU) Pedro Tomás Antunes (CDS-PP.MPT) João Alves (PDR) |
| Mafra                  |                      | Hélder Sousa Silva                                 | Rogério Costa (PS) Hélder Sousa Silva (PPD/PSD) José Alberto Cardoso (CDU) Joaquim Silva (CDS-PP.MPT.PPM) Belandina Vaz (BE) Rui Prudêncio (PAN) |
| Odivelas               |                      | Susana Amador (2013–2015) Hugo Martins (2015–)     | Hugo Martins (PS) Fernando Seara (PPD/PSD.CDS-PP) Fernando Painho Ferreira (CDU) Paulo Sousa (BE) Maria Paula Matos (PCTP/MRPP) Ana Fernandes (PAN) Florbela Baião (PTP) Bruno Rebelo (PNR) António Dias (JPP) Cristina Barradas (PDR)                                                                           |
| Oeiras                 |                      | Paulo Vistas                                       | Joaquim Raposo (PS) Ângelo Pereira (PPD/PSD.CDS-PP.PPM) Heloísa Apolónia (CDU) Miguel Pinto (BE) Alda Gameiro (PCTP/MRPP) Pedro Agria Torres (PAN) André Madaleno (PTP) Pedro Perestrello (PNR) Safaa Dib (L) Isabel Sande e Castro (NC) Paulo Vistas (IND.) Isaltino Morais (IND.) Sónia Amado Gonçalves (IND.) |
| Sintra                 |                      | Basílio Horta                                      | Basílio Horta (PS) Marco Almeida (PPD/PSD.CDS-PP.MPT.PPM) Pedro Ventura (CDU) Carlos Carujo (BE) Carlos Correia (PCTP/MRPP) Cristina Rodrigues (PAN) Paulo Martins (PNR) Maria José Fonseca (PTP) Pedro Ladeira (NC) Anabela Henriques (PDR.JPP)                                                                 |
| Sobral de Monte Agraço |                      | José Alberto Quintino                              | Pedro Coelho dos Santos (PS) Joaquim Biancard Cruz (PPD/PSD.CDS-PP) José Alberto Quintino (CDU) |
| Torres Vedras          |                      | Carlos Miguel (2013–2015) Carlos Bernardes (2015–) | Carlos Bernardes (PS) Marco Claudino (PPD/PSD.CDS-PP) Sérgio Cipriano (CDU) Rui Matoso (BE) António Fernandes Oliveira (IND.) |
| Vila Franca de Xira    |                      | Alberto Mesquita                                   | Alberto Mesquita (PS) Helena de Jesus (PPD/PSD.CDS-PP.MPT.PPM) Regina Janeiro (CDU) Carlos Patrão (BE) Adélia Gominho (PAN) Vítor Dias (PTP) |

### Distrito de Portalegre
| Concelho        | Presidente 2013-2017 | Presidente 2013-2017 | Candidatos |
| --------------- | -------------------- | -------------------- | --- |
| Alter do Chão   |                      | Joviano Vitorino     | Francisco Reis (PS) Luís Cané (PPD/PSD.CDS-PP) Romão Trindade (CDU) José Carita Monteiro (BE)                                            |
| Arronches       |                      | Fermelinda Carvalho  | Carlos Rodrigues (PS) Fermelinda Carvalho (PPD/PSD) Francisco Matos Serra (CDU) Gonçalo da Câmara Pereira (CDS-PP.PPM)                   |
| Avis            |                      | Nuno Silva           | João Rato (PS) Maria Caiado (PPD/PSD) Nuno Silva (CDU)                                                                                   |
| Campo Maior     |                      | Ricardo Pinheiro     | Ricardo Pinheiro (PS) Paulo de Almeida (CDU) Paulo Miranda (CDS-PP.PPD/PSD.PPM) Rui Gaita (BE)                                           |
| Castelo de Vide |                      | António Pita         | Tiago Malato (PS) António Pita (PPD/PSD) Raquel Raimundo (CDU) António José Batista (CDS-PP)                                             |
| Crato           |                      | José Correia da Luz  | Joaquim Diogo (PS) Ângelo Fernandes (PPD/PSD) Gabriela Tsukamoto (CDU) Diogo Damião (CDS-PP)                                             |
| Elvas           |                      | Nuno Mocinha         | Nuno Mocinha (PS) Luís Caldeira Fernandes (PPD/PSD) Manuela Cunha (CDU) Tiago Abreu (CDS-PP) Rui Garrido (BE) José Rondão Almeida (IND.) |
| Fronteira       |                      | Rogério Silva        | Pedro Lancha (PS) Rogério Silva (PPD/PSD) Bruno Vassalo (CDU) Francisco Malanho (CDS-PP.PPM)                                             |
| Gavião          |                      | José Pio             | José Pio (PS) Eduardo Pereira (PPD/PSD.CDS-PP) João Rufino (CDU)                                                                         |
| Marvão          |                      | Vítor Frutuoso       | Madalena Tavares (PS) Luís Vitorino (PPD/PSD) Marina Costa (CDU) José Manuel Pires (CDS-PP.PPM) Teresa Simão (IND.)                      |
| Monforte        |                      | Gonçalo Lagem        | Miguel Rasquinho (PS) Cristóvão Crespo (PPD/PSD) Gonçalo Lagem (CDU) Pedro Ferreira de Carvalho (CDS-PP.MPT.PPM)                         |
| Nisa            |                      | Idalina Trindade     | Idalina Trindade (PS) António Franco (PPD/PSD.CDS-PP) Vítor Martins (CDU)                                                                |
| Ponte de Sor    |                      | Hugo Hilário         | Hugo Hilário (PS) Normando Sérgio (PPD/PSD.CDS-PP) João Pedro Amante (CDU) António Ricardo (BE)                                          |
| Portalegre      |                      | Adelaide Teixeira    | José Correia da Luz (PS) Armando Varela (PPD/PSD) Luís Pargana (CDU) Nuno Moniz (CDS-PP) Rui Cunha (BE) Adelaide Teixeira (IND.)         |
| Sousel          |                      | Armando Varela       | Manuel Valério (PS) Marta Carujo (PPD/PSD) Fernando Gorgulho (CDU) Romão Ramos (BE)                                                      |

### Distrito do Porto
| Concelho           | Presidente 2013-2017 | Presidente 2013-2017                                 | Candidatos |
| ------------------ | -------------------- | ---------------------------------------------------- | --- |
| Amarante           |                      | José Luís Gaspar                                     | Octávia Clemente (PS) José Luís Gaspar (PPD/PSD.CDS-PP) Carlos Gonçalves (CDU) António Norte Simões (BE) Abel Afonso (PDR) |
| Baião              |                      | José Luís Carneiro (2013–2015) Paulo Pereira (2015–) | Paulo Pereira (PS) Miguel Dinis Correia (PPD/PSD.CDS-PP) Manuel Vilas Boas (CDU) |
| Felgueiras         |                      | Inácio Ribeiro                                       | Inácio Ribeiro (PPD/PSD.PPM) António Peixoto (CDU) Rui Miranda (CDS-PP.NC) Paulo Alves (JPP) Nuno Fonseca (L-PS) |
| Gondomar           |                      | Marco Martins                                        | Marco Martins (PS) Rafael Amorim (PPD/PSD.CDS-PP) Daniel Vieira (CDU) Rui Nóvoa (BE) Valentim Loureiro (IND.) |
| Lousada            |                      | Pedro Machado                                        | Pedro Machado (PS) Leonel Vieira (PPD/PSD.CDS-PP) António Vieira (CDU) Joaquina Ferreira (BE) |
| Maia               |                      | António Bragança Fernandes                           | Francisco Vieira de Carvalho (PS-JPP) António Silva Tiago (PPD/PSD.CDS-PP) Ana Virgínia Pereira (CDU) Silvestre Pereira (BE) Clara Lemos (PAN) António Braz (MPT) António Fontes Maia (PPV/CDC.PPM)                                 |
| Marco de Canaveses |                      | Manuel Moreira                                       | Cristina Vieira (PS) José Mota (PPD/PSD) Isabel Baldaia (CDU) Paulo Teixeira (CDS-PP) Nuno Leite (BE) |
| Matosinhos         |                      | Guilherme Pinto (2013–2017) Eduardo Pinheiro (2017–) | Luísa Salgueiro (PS) Jorge Magalhães (PPD/PSD) José Pedro Rodrigues (CDU) Joaquim Ferreira dos Santos (BE) Filipe Cayolla (PAN) Narciso Miranda (IND.) António Parada (IND. c/ CDS-PP)                                              |
| Paços de Ferreira  |                      | Humberto Brito                                       | Humberto Brito (PS) Joaquim Pinto (PPD/PSD) Armando Amorim (CDU) Paulo Martins (CDS-PP) Floriano Silva (PTP) |
| Paredes            |                      | Celso Ferreira                                       | Alexandre Almeida (PS) Rui Moutinho (PPD/PSD) Álvaro Pinto (CDU) José Miguel Garcês (CDS-PP) Paulo Teles (BE) Raquel Moreira da Silva (IND.)                                                                                        |
| Penafiel           |                      | Antonino Sousa                                       | André Ferreira (PS) Antonino Sousa (PPD/PSD.CDS-PP) Bruno Sousa (CDU) Eva Coelho (BE) Mário Magalhães (IND.) Vitorino Silva (IND.)                                                                                                  |
| Porto              |                      | Rui Moreira                                          | Manuel Pizarro (PS) Álvaro Almeida (PPD/PSD.PPM) Ilda Figueiredo (CDU) João Teixeira Lopes (BE) Bebiana Cunha (PAN) Sandra Martins (PNR) José Manuel Costa Pereira (PTP) Orlando Cruz (PPV/CDC) Rui Moreira (IND. c/ CDS-PP.MPT.NC) |
| Póvoa de Varzim    |                      | Aires Pereira                                        | Miguel Fernandes (PS) Aires Pereira (PPD/PSD) José Rui Ferreira (CDU) Pedro Guimarães (CDS-PP) Victor Pinto (BE) Diana Vianez (PAN)                                                                                                 |
| Santo Tirso        |                      | Joaquim Couto                                        | Joaquim Couto (PS) Andreia Neto (PPD/PSD.CDS-PP) Maria Augusta Carvalho (CDU) Henrique Pinheiro Machado (IND.) |
| Trofa              |                      | Sérgio Humberto Silva                                | Amadeu Dias (PS) Sérgio Humberto Silva (PPD/PSD.CDS-PP) Fernando Sá (CDU) |
| Valongo            |                      | José Manuel Ribeiro                                  | José Manuel Ribeiro (PS) Luís Ramalho (PPD/PSD.CDS-PP) Adriano Ribeiro (CDU) Nuno Monteiro (BE) António Machado (MPT) |
| Vila do Conde      |                      | Elisa Ferraz                                         | António Caetano (PS) Constantino Silva (PPD/PSD.CDS-PP) Pedro Martins (CDU) António Louro Miguel (BE) Elisa Ferraz (IND.) |
| Vila Nova de Gaia  |                      | Eduardo Vítor Rodrigues                              | Eduardo Vítor Rodrigues (PS) José Cancela Moura (PPD/PSD.CDS-PP) Mário David Soares (CDU) Renato Soeiro (BE) Cristiano Ferreira da Silva (PCTP/MRPP) Pedro Castro (PAN) Marisa Ribeiro (PTP) José Vieira da Cunha (PDR)             |

### Distrito de Santarém
| município              | presidente cessante                    | presidente cessante           | cabeças de lista | cabeças de lista              |
| ---------------------- | -------------------------------------- | ----------------------------- | ---------------- | ----------------------------- |
| Abrantes               |                                        | Maria do Céu Albuquerque (PS) |                  | Maria do Céu Albuquerque (PS) |
| Abrantes               | Rui Mesquita (PPD/PSD)                 | Maria do Céu Albuquerque (PS) |                  |                               |
| Abrantes               | Luís Lourenço (CDU)                    | Maria do Céu Albuquerque (PS) |                  |                               |
| Abrantes               | José Vasco Matafome (CDS-PP)           | Maria do Céu Albuquerque (PS) |                  |                               |
| Abrantes               | Armindo Silveira (BE)                  | Maria do Céu Albuquerque (PS) |                  |                               |
| Alcanena               |                                        | Fernanda Asseiceira (PS)      |                  | Fernanda Asseiceira (PS)      |
| Alcanena               | Gabriel Feitor (PPD/PSD.CDS-PP.MPT)    | Fernanda Asseiceira (PS)      |                  |                               |
| Alcanena               | Carla Pereira (CDU)                    | Fernanda Asseiceira (PS)      |                  |                               |
| Almeirim               |                                        | Pedro Ribeiro (PS)            |                  | Pedro Ribeiro (PS)            |
| Almeirim               | Vanessa Duarte (PPD/PSD.MPT)           | Pedro Ribeiro (PS)            |                  |                               |
| Almeirim               | Sónia Colaço (CDU)                     | Pedro Ribeiro (PS)            |                  |                               |
| Almeirim               | João Vinagre (CDS-PP)                  | Pedro Ribeiro (PS)            |                  |                               |
| Alpiarça               |                                        | Mário Pereira (CDU)           |                  | Sónia Sanfona (PS)            |
| Alpiarça               | Paulo Sardinheiro (PPD/PSD.CDS-PP.MPT) | Mário Pereira (CDU)           |                  |                               |
| Alpiarça               | Mário Pereira (CDU)                    | Mário Pereira (CDU)           |                  |                               |
| Benavente              |                                        | Carlos Coutinho (PS)          |                  | Pedro Simões Pereira (PS)     |
| Benavente              | Ricardo Oliveira (PPD/PSD)             | Carlos Coutinho (PS)          |                  |                               |
| Benavente              | Carlos Coutinho (CDU)                  | Carlos Coutinho (PS)          |                  |                               |
| Benavente              | Fernando Brites (CDS-PP)               | Carlos Coutinho (PS)          |                  |                               |
| Cartaxo                |                                        | Pedro Magalhães Ribeiro (PS)  |                  | Pedro Magalhães Ribeiro (PS)  |
| Cartaxo                | Jorge Gaspar (PPD/PSD.NC)              | Pedro Magalhães Ribeiro (PS)  |                  |                               |
| Cartaxo                | Orlando Casqueiro (CDU)                | Pedro Magalhães Ribeiro (PS)  |                  |                               |
| Cartaxo                | António Galhardo (BE)                  | Pedro Magalhães Ribeiro (PS)  |                  |                               |
| Chamusca               |                                        | Paulo Queimado (PS)           |                  | Paulo Queimado (PS)           |
| Chamusca               | Rui Rufino (PPD/PSD.CDS-PP.MPT)        | Paulo Queimado (PS)           |                  |                               |
| Chamusca               | Gisela Matias (CDU)                    | Paulo Queimado (PS)           |                  |                               |
| Constância             |                                        | Júlia Amorim (PS)             |                  | Sérgio Oliveira (PS)          |
| Constância             | Júlia Amorim (CDU)                     | Júlia Amorim (PS)             |                  |                               |
| Constância             | Marco Gomes (CDS-PP.PPD/PSD)           | Júlia Amorim (PS)             |                  |                               |
| Constância             | João Carlos Baião (ind.)               | Júlia Amorim (PS)             |                  |                               |
| Coruche                |                                        | Francisco Oliveira (PS)       |                  | Francisco Oliveira (PS)       |
| Coruche                | Liliana Santos Pinto (PPD/PSD)         | Francisco Oliveira (PS)       |                  |                               |
| Coruche                | António Moreira da Silva (CDU)         | Francisco Oliveira (PS)       |                  |                               |
| Entroncamento          |                                        | Jorge Faria                   |                  | Jorge Faria (PS)              |
| Entroncamento          | Jaime Ramos (PPD/PSD)                  | Jorge Faria                   |                  |                               |
| Entroncamento          | Telma Jorge (CDU)                      | Jorge Faria                   |                  |                               |
| Entroncamento          | Pedro Gonçalves (CDS-PP)               | Jorge Faria                   |                  |                               |
| Entroncamento          | Henrique Leal (BE)                     | Jorge Faria                   |                  |                               |
| Ferreira do Zêzere     |                                        | Jacinto Lopes (PS)            |                  | Bruno Gomes (PS)              |
| Ferreira do Zêzere     | Jacinto Lopes (PPD/PSD)                | Jacinto Lopes (PS)            |                  |                               |
| Ferreira do Zêzere     | António Matos (CDU)                    | Jacinto Lopes (PS)            |                  |                               |
| Ferreira do Zêzere     | António Vicente Martins (CDS-PP.NC)    | Jacinto Lopes (PS)            |                  |                               |
| Ferreira do Zêzere     | Peter Calafate (BE)                    | Jacinto Lopes (PS)            |                  |                               |
| Ferreira do Zêzere     | Pedro Gonçalves (ind.)                 | Jacinto Lopes (PS)            |                  |                               |
| Golegã                 |                                        | Rui Medinas (PS)              |                  | José Veiga Maltez (PS)        |
| Golegã                 | Victor Borges da Costa (PPD/PSD)       | Rui Medinas (PS)              |                  |                               |
| Golegã                 | Luís Santana Júlio (CDU)               | Rui Medinas (PS)              |                  |                               |
| Golegã                 | Pedro Terré (ind. c/ CDS-PP)           | Rui Medinas (PS)              |                  |                               |
| Mação                  |                                        | Vasco Estrela (PSD)           |                  | Nuno Barreta (PS)             |
| Mação                  | Vasco Estrela (PPD/PSD)                | Vasco Estrela (PSD)           |                  |                               |
| Mação                  | Fátima Pereira (CDU)                   | Vasco Estrela (PSD)           |                  |                               |
| Mação                  | Tiago Sá (CDS-PP)                      | Vasco Estrela (PSD)           |                  |                               |
| Ourém                  |                                        | Paulo Fonseca (PS)            |                  | Cília Seixo (PS)              |
| Ourém                  | Luís Albuquerque (PPD/PSD.CDS-PP)      | Paulo Fonseca (PS)            |                  |                               |
| Ourém                  | Sérgio Ribeiro (CDU)                   | Paulo Fonseca (PS)            |                  |                               |
| Ourém                  | Vítor Frazão (ind.)                    | Paulo Fonseca (PS)            |                  |                               |
| Rio Maior              |                                        | Isaura Morais (PS.PPM)        |                  | Daniel Pinto (PS)             |
| Rio Maior              | Isaura Morais (PPD/PSD.CDS-PP)         | Isaura Morais (PS.PPM)        |                  |                               |
| Rio Maior              | Augusto Figueiredo (CDU)               | Isaura Morais (PS.PPM)        |                  |                               |
| Rio Maior              | Francisco Pascoal (BE)                 | Isaura Morais (PS.PPM)        |                  |                               |
| Salvaterra de Magos    |                                        | Hélder Esménio (PS)           |                  | Hélder Esménio (PS)           |
| Salvaterra de Magos    | Ana Pessoa Oliveira (PPD/PSD.CDS-PP)   | Hélder Esménio (PS)           |                  |                               |
| Salvaterra de Magos    | Francisco Monteiro (CDU)               | Hélder Esménio (PS)           |                  |                               |
| Salvaterra de Magos    | Ana Cristina Ribeiro (BE)              | Hélder Esménio (PS)           |                  |                               |
| Santarém               |                                        | Ricardo Gonçalves (PSD)       |                  | Rui Barreiro (PS)             |
| Santarém               | Ricardo Gonçalves (PPD/PSD)            | Ricardo Gonçalves (PSD)       |                  |                               |
| Santarém               | José Luís Cabrita (CDU)                | Ricardo Gonçalves (PSD)       |                  |                               |
| Santarém               | António Rocha Pinto (CDS-PP)           | Ricardo Gonçalves (PSD)       |                  |                               |
| Santarém               | Filipa Filipe (BE)                     | Ricardo Gonçalves (PSD)       |                  |                               |
| Santarém               | Carlos Alberto Teles (PNR)             | Ricardo Gonçalves (PSD)       |                  |                               |
| Sardoal                |                                        | Miguel Borges (PSD)           |                  | Pedro Duque (PS)              |
| Sardoal                | Miguel Borges (PPD/PSD)                | Miguel Borges (PSD)           |                  |                               |
| Sardoal                | Fernanda Castelo Branco (CDU)          | Miguel Borges (PSD)           |                  |                               |
| Tomar                  |                                        | Anabela Freitas (PS)          |                  | Anabela Freitas (PS)          |
| Tomar                  | José Delgado (PPD/PSD)                 | Anabela Freitas (PS)          |                  |                               |
| Tomar                  | Bruno Graça (CDU)                      | Anabela Freitas (PS)          |                  |                               |
| Tomar                  | Nuno Ribeiro (CDS-PP)                  | Anabela Freitas (PS)          |                  |                               |
| Tomar                  | Luís Santos (BE)                       | Anabela Freitas (PS)          |                  |                               |
| Tomar                  | Américo Costa (PTP)                    | Anabela Freitas (PS)          |                  |                               |
| Torres Novas           |                                        | Pedro Ferreira (PS)           |                  | Pedro Ferreira (PS)           |
| Torres Novas           | João Oliveira (PPD/PSD)                | Pedro Ferreira (PS)           |                  |                               |
| Torres Novas           | Filipa Rodrigues (CDU)                 | Pedro Ferreira (PS)           |                  |                               |
| Torres Novas           | Miguel Bento (CDS-PP)                  | Pedro Ferreira (PS)           |                  |                               |
| Torres Novas           | Helena Pinto (BE)                      | Pedro Ferreira (PS)           |                  |                               |
| Vila Nova da Barquinha |                                        | Fernando Freire (PS)          |                  | Fernando Freire (PS)          |
| Vila Nova da Barquinha | Cláudia Ferreira (PPD/PSD.CDS-PP)      | Fernando Freire (PS)          |                  |                               |
| Vila Nova da Barquinha | Maria João Gonçalves (CDU)             | Fernando Freire (PS)          |                  |                               |

### Distrito de Setúbal
| município         | presidente cessante                  | presidente cessante                                     | cabeças de lista | cabeças de lista       |
| ----------------- | ------------------------------------ | ------------------------------------------------------- | ---------------- | ---------------------- |
| Alcácer do Sal    |                                      | Vítor Proença (CDU)                                     |                  | Clarisse Campos (PS)   |
| Alcácer do Sal    | Frederico d’Orey (PPD/PSD.CDS-PP)    | Vítor Proença (CDU)                                     |                  |                        |
| Alcácer do Sal    | Vítor Proença (CDU)                  | Vítor Proença (CDU)                                     |                  |                        |
| Alcácer do Sal    | Ana Penas (BE)                       | Vítor Proença (CDU)                                     |                  |                        |
| Alcochete         |                                      | Luís Franco (CDU)                                       |                  | Fernando Pinto (PS)    |
| Alcochete         | José Luís Alfélua (CDU)              | Luís Franco (CDU)                                       |                  |                        |
| Alcochete         | Vasco Pinto (CDS-PP.PPD/PSD)         | Luís Franco (CDU)                                       |                  |                        |
| Alcochete         | Luís Gonçalves (PCTP/MRPP)           | Luís Franco (CDU)                                       |                  |                        |
| Almada            |                                      | Joaquim Judas (CDU)                                     |                  | Inês de Medeiros (PS)  |
| Almada            | Nuno Matias (PPD/PSD)                | Joaquim Judas (CDU)                                     |                  |                        |
| Almada            | Joaquim Judas (CDU)                  | Joaquim Judas (CDU)                                     |                  |                        |
| Almada            | António Pedro Maco (CDS-PP)          | Joaquim Judas (CDU)                                     |                  |                        |
| Almada            | Joana Mortágua (BE)                  | Joaquim Judas (CDU)                                     |                  |                        |
| Almada            | Manuel Lima e Silva (PCTP/MRPP)      | Joaquim Judas (CDU)                                     |                  |                        |
| Almada            | Artur Alfama (PAN)                   | Joaquim Judas (CDU)                                     |                  |                        |
| Almada            | Sara Vilhena Dias (PTP)              | Joaquim Judas (CDU)                                     |                  |                        |
| Almada            | João Patrocínio (PNR)                | Joaquim Judas (CDU)                                     |                  |                        |
| Barreiro          |                                      | Carlos Humberto de Carvalho (CDU)                       |                  | Frederico Rosa (PS)    |
| Barreiro          | Bruno Vitorino (PPD/PSD)             | Carlos Humberto de Carvalho (CDU)                       |                  |                        |
| Barreiro          | Sofia Martins (CDU)                  | Carlos Humberto de Carvalho (CDU)                       |                  |                        |
| Barreiro          | Jorge Miguel Teixeira (CDS-PP)       | Carlos Humberto de Carvalho (CDU)                       |                  |                        |
| Barreiro          | Mário Durval (BE)                    | Carlos Humberto de Carvalho (CDU)                       |                  |                        |
| Barreiro          | Carlos Costa Gomes (PCTP/MRPP)       | Carlos Humberto de Carvalho (CDU)                       |                  |                        |
| Barreiro          | Durval Salema (PAN)                  | Carlos Humberto de Carvalho (CDU)                       |                  |                        |
| Barreiro          | José Almeida (PNR)                   | Carlos Humberto de Carvalho (CDU)                       |                  |                        |
| Grândola          |                                      | António Figueira Mendes (CDU)                           |                  | Aníbal Cordeiro (PS)   |
| Grândola          | Sónia Reis (PPD/PSD)                 | António Figueira Mendes (CDU)                           |                  |                        |
| Grândola          | António Figueira Mendes (CDU)        | António Figueira Mendes (CDU)                           |                  |                        |
| Grândola          | José Ramos (BE)                      | António Figueira Mendes (CDU)                           |                  |                        |
| Grândola          | David Mariano (PNR)                  | António Figueira Mendes (CDU)                           |                  |                        |
| Grândola          | António Candeias (IND.)              | António Figueira Mendes (CDU)                           |                  |                        |
| Moita             |                                      | Rui Garcia (CDU)                                        |                  | Luís Chula (PS)        |
| Moita             | Luís Nascimento (PPD/PSD.CDS-PP.MPT) | Rui Garcia (CDU)                                        |                  |                        |
| Moita             | Rui Garcia (CDU)                     | Rui Garcia (CDU)                                        |                  |                        |
| Moita             | Joaquim Raminhos (BE)                | Rui Garcia (CDU)                                        |                  |                        |
| Moita             | Leonel Coelho (PCTP/MRPP)            | Rui Garcia (CDU)                                        |                  |                        |
| Moita             | Hélder Silva (PAN)                   | Rui Garcia (CDU)                                        |                  |                        |
| Montijo           |                                      | Nuno Canta (PS)                                         |                  | Nuno Canta (PS)        |
| Montijo           | João Afonso (PPD/PSD.CDS-PP)         | Nuno Canta (PS)                                         |                  |                        |
| Montijo           | Carlos Jorge de Almeida (CDU)        | Nuno Canta (PS)                                         |                  |                        |
| Montijo           | Cipriano Pisco (BE)                  | Nuno Canta (PS)                                         |                  |                        |
| Montijo           | Rogério Pinto dos Santos (PCTP/MRPP) | Nuno Canta (PS)                                         |                  |                        |
| Montijo           | Filipe Rodrigues (PAN)               | Nuno Canta (PS)                                         |                  |                        |
| Montijo           | Luís Miguel Ponte (PTP)              | Nuno Canta (PS)                                         |                  |                        |
| Palmela           |                                      | Álvaro Amaro (CDU)                                      |                  | Raul Cristóvão (PS)    |
| Palmela           | Paulo Ribeiro (PPD/PSD.CDS-PP)       | Álvaro Amaro (CDU)                                      |                  |                        |
| Palmela           | Álvaro Amaro (CDU)                   | Álvaro Amaro (CDU)                                      |                  |                        |
| Palmela           | Carlos Oliveira (BE)                 | Álvaro Amaro (CDU)                                      |                  |                        |
| Palmela           | José Calado (IND.)                   | Álvaro Amaro (CDU)                                      |                  |                        |
| Santiago do Cacém |                                      | Álvaro Beijinha (CDU)                                   |                  | Óscar Ramos (PS)       |
| Santiago do Cacém | Luís dos Santos (PPD/PSD.CDS-PP)     | Álvaro Beijinha (CDU)                                   |                  |                        |
| Santiago do Cacém | Álvaro Beijinha (CDU)                | Álvaro Beijinha (CDU)                                   |                  |                        |
| Santiago do Cacém | Bruno Candeias (BE)                  | Álvaro Beijinha (CDU)                                   |                  |                        |
| Seixal            |                                      | Joaquim Santos (CDU)                                    |                  | Eduardo Rodrigues (PS) |
| Seixal            | Manuel Pires (PPD/PSD)               | Joaquim Santos (CDU)                                    |                  |                        |
| Seixal            | Joaquim Santos (CDU)                 | Joaquim Santos (CDU)                                    |                  |                        |
| Seixal            | Humberto Batardo (CDS-PP)            | Joaquim Santos (CDU)                                    |                  |                        |
| Seixal            | Luís Cordeiro (BE)                   | Joaquim Santos (CDU)                                    |                  |                        |
| Seixal            | André Nunes (PAN)                    | Joaquim Santos (CDU)                                    |                  |                        |
| Seixal            | António Andrade (PTP)                | Joaquim Santos (CDU)                                    |                  |                        |
| Sesimbra          |                                      | Augusto Pólvora (2013–2017) Felícia Costa (2017–) (CDU) |                  | Américo Gegaloto (PS)  |
| Sesimbra          | Francisco Luís (PPD/PSD.CDS-PP)      | Augusto Pólvora (2013–2017) Felícia Costa (2017–) (CDU) |                  |                        |
| Sesimbra          | Francisco Jesus (CDU)                | Augusto Pólvora (2013–2017) Felícia Costa (2017–) (CDU) |                  |                        |
| Sesimbra          | Adelino Fortunato (BE)               | Augusto Pólvora (2013–2017) Felícia Costa (2017–) (CDU) |                  |                        |
| Sesimbra          | Argentina Marques (IND.)             | Augusto Pólvora (2013–2017) Felícia Costa (2017–) (CDU) |                  |                        |
| Setúbal           |                                      | Maria das Dores Meira (CDU)                             |                  | Fernando Paulino (PS)  |
| Setúbal           | Nuno Carvalho (PPD/PSD)              | Maria das Dores Meira (CDU)                             |                  |                        |
| Setúbal           | Maria das Dores Meira (CDU)          | Maria das Dores Meira (CDU)                             |                  |                        |
| Setúbal           | Ana Clara Birrento (CDS-PP)          | Maria das Dores Meira (CDU)                             |                  |                        |
| Setúbal           | Sandra Cunha (BE)                    | Maria das Dores Meira (CDU)                             |                  |                        |
| Setúbal           | Fernando Firmino (PCTP/MRPP)         | Maria das Dores Meira (CDU)                             |                  |                        |
| Setúbal           | Luís Humberto Teixeira (PAN)         | Maria das Dores Meira (CDU)                             |                  |                        |
| Setúbal           | Sandra Isabel da Encarnação (PTP)    | Maria das Dores Meira (CDU)                             |                  |                        |
| Sines             |                                      | Nuno Mascarenhas (PS)                                   |                  | Nuno Mascarenhas (PS)  |
| Sines             | Hélder Guerreiro (CDU)               | Nuno Mascarenhas (PS)                                   |                  |                        |
| Sines             | Paulo Freitas (CDS-PP.MPT.PPM)       | Nuno Mascarenhas (PS)                                   |                  |                        |
| Sines             | Vítor Pereira (BE)                   | Nuno Mascarenhas (PS)                                   |                  |                        |
| Sines             | José Ferreira Costa (IND.)           | Nuno Mascarenhas (PS)                                   |                  |                        |

### Distrito de Viana do Castelo
| município             | presidente cessante                 | presidente cessante        | cabeças de lista | cabeças de lista         |
| --------------------- | ----------------------------------- | -------------------------- | ---------------- | ------------------------ |
| Arcos de Valdevez     |                                     | João Manuel Esteves (PSD)  |                  | Dora Brandão (PS)        |
| Arcos de Valdevez     | João Manuel Esteves (PPD/PSD)       | João Manuel Esteves (PSD)  |                  |                          |
| Arcos de Valdevez     | Filipe Faro (CDU)                   | João Manuel Esteves (PSD)  |                  |                          |
| Arcos de Valdevez     | Fernando Fonseca (CDS-PP)           | João Manuel Esteves (PSD)  |                  |                          |
| Caminha               |                                     | Miguel Alves (PS)          |                  | Miguel Alves (PS)        |
| Caminha               | Júlia Paula Costa (PPD/PSD)         | Miguel Alves (PS)          |                  |                          |
| Caminha               | João Lourenço (CDU)                 | Miguel Alves (PS)          |                  |                          |
| Caminha               | Ricardo Lopes (CDS-PP)              | Miguel Alves (PS)          |                  |                          |
| Melgaço               |                                     | Manoel Batista (PS)        |                  | Manoel Batista (PS)      |
| Melgaço               | Vítor Cardadeiro (PPD/PSD.CDS-PP)   | Manoel Batista (PS)        |                  |                          |
| Melgaço               | Horácio Lima (CDU)                  | Manoel Batista (PS)        |                  |                          |
| Monção                |                                     | Augusto Domingues (PS)     |                  | Augusto Domingues (PS)   |
| Monção                | António Barbosa (PPD/PSD)           | Augusto Domingues (PS)     |                  |                          |
| Monção                | Amélia Barbeitos (CDU)              | Augusto Domingues (PS)     |                  |                          |
| Monção                | José Luís Alves (CDS-PP)            | Augusto Domingues (PS)     |                  |                          |
| Paredes de Coura      |                                     | Vítor Paulo Pereira (PS)   |                  | Vítor Paulo Pereira (PS) |
| Paredes de Coura      | Venâncio Fernandes (PPD/PSD)        | Vítor Paulo Pereira (PS)   |                  |                          |
| Paredes de Coura      | José Manuel Alves (CDU)             | Vítor Paulo Pereira (PS)   |                  |                          |
| Ponte da Barca        |                                     | António Vassalo Abreu (PS) |                  | Inocêncio Araújo (PS)    |
| Ponte da Barca        | Augusto Marinho (PPD/PSD)           | António Vassalo Abreu (PS) |                  |                          |
| Ponte da Barca        | Afonso Graçoeiro Gonçalves (CDU)    | António Vassalo Abreu (PS) |                  |                          |
| Ponte da Barca        | Luís Lacerda (CDS-PP)               | António Vassalo Abreu (PS) |                  |                          |
| Ponte de Lima         |                                     | Victor Mendes (CDS)        |                  | Manuel Barros (PPD/PSD)  |
| Ponte de Lima         | João Gomes (CDU)                    | Victor Mendes (CDS)        |                  |                          |
| Ponte de Lima         | Victor Mendes (CDS-PP)              | Victor Mendes (CDS)        |                  |                          |
| Ponte de Lima         | Manuel Costa (PPM)                  | Victor Mendes (CDS)        |                  |                          |
| Ponte de Lima         | Abel Baptista (IND. c/ PS)          | Victor Mendes (CDS)        |                  |                          |
| Ponte de Lima         | Filipe Viana (IND.)                 | Victor Mendes (CDS)        |                  |                          |
| Vale de Cambra        |                                     | Jorge Mendes (PSD)         |                  | Anabela Rodrigues (PS)   |
| Vale de Cambra        | Jorge Mendes (PPD/PSD)              | Jorge Mendes (PSD)         |                  |                          |
| Vale de Cambra        | Alípio Sousa (CDU)                  | Jorge Mendes (PSD)         |                  |                          |
| Vale de Cambra        | Pedro Lemos (CDS-PP)                | Jorge Mendes (PSD)         |                  |                          |
| Viana do Castelo      |                                     | José Maria Costa (PS)      |                  | José Maria Costa (PS)    |
| Viana do Castelo      | Hermenegildo Costa (PPD/PSD)        | José Maria Costa (PS)      |                  |                          |
| Viana do Castelo      | Cláudia Marinho (CDU)               | José Maria Costa (PS)      |                  |                          |
| Viana do Castelo      | Ilda Araújo Novo (CDS-PP.PPM)       | José Maria Costa (PS)      |                  |                          |
| Viana do Castelo      | Luís Louro (BE)                     | José Maria Costa (PS)      |                  |                          |
| Viana do Castelo      | Filipe Costa (PDR)                  | José Maria Costa (PS)      |                  |                          |
| Vila Nova de Cerveira |                                     | Fernando Nogueira (ind.)   |                  | Nuno Silva (PS)          |
| Vila Nova de Cerveira | Eusébio Moreno (CDU)                | Fernando Nogueira (ind.)   |                  |                          |
| Vila Nova de Cerveira | Fernando Nogueira (IND. c/ PPD/PSD) | Fernando Nogueira (ind.)   |                  |                          |

### Distrito de Vila Real
| município                | presidente cessante                     | presidente cessante                                   | cabeças de lista | cabeças de lista          |
| ------------------------ | --------------------------------------- | ----------------------------------------------------- | ---------------- | ------------------------- |
| Alijó                    |                                         | Carlos Jorge Magalhães (PSD)                          |                  | Miguel Rodrigues (PS)     |
| Alijó                    | José Paredes (PPD/PSD.CDS-PP)           | Carlos Jorge Magalhães (PSD)                          |                  |                           |
| Alijó                    | Pedro Perry (CDU)                       | Carlos Jorge Magalhães (PSD)                          |                  |                           |
| Alijó                    | Jorge Carvalho (BE)                     | Carlos Jorge Magalhães (PSD)                          |                  |                           |
| Boticas                  |                                         | Fernando Queiroga (PSD)                               |                  | Adérito Vaz Pinto (PS)    |
| Boticas                  | Fernando Queiroga (PPD/PSD)             | Fernando Queiroga (PSD)                               |                  |                           |
| Boticas                  | José Fernandes (CDU)                    | Fernando Queiroga (PSD)                               |                  |                           |
| Chaves                   |                                         | António Cabeleira (PSD)                               |                  | Nuno Vaz (PS)             |
| Chaves                   | António Cabeleira (PPD/PSD)             | António Cabeleira (PSD)                               |                  |                           |
| Chaves                   | Manuel Cunha (CDU)                      | António Cabeleira (PSD)                               |                  |                           |
| Chaves                   | Maria Teresa Campos (CDS-PP)            | António Cabeleira (PSD)                               |                  |                           |
| Chaves                   | Marcelo Rodrigues (BE)                  | António Cabeleira (PSD)                               |                  |                           |
| Mesão Frio               |                                         | Alberto Pereira (PS)                                  |                  | Alberto Pereira (PS)      |
| Mesão Frio               | Eduardo Miranda (PPD/PSD)               | Alberto Pereira (PS)                                  |                  |                           |
| Mesão Frio               | Armando Branquinho (CDU)                | Alberto Pereira (PS)                                  |                  |                           |
| Mesão Frio               | João Silva (CDS-PP)                     | Alberto Pereira (PS)                                  |                  |                           |
| Mesão Frio               | Mário Sousa Pinto (BE)                  | Alberto Pereira (PS)                                  |                  |                           |
| Mondim de Basto          |                                         | Humberto Cerqueira (PS)                               |                  | Humberto Cerqueira (PS)   |
| Mondim de Basto          | Francisco Ribeiro (PPD/PSD)             | Humberto Cerqueira (PS)                               |                  |                           |
| Mondim de Basto          | Ana Batista (CDU)                       | Humberto Cerqueira (PS)                               |                  |                           |
| Mondim de Basto          | Fernando Gomes (CDS-PP)                 | Humberto Cerqueira (PS)                               |                  |                           |
| Montalegre               |                                         | Orlando Alves (PS)                                    |                  | Orlando Alves (PS)        |
| Montalegre               | José Carvalho de Moura (PPD/PSD.CDS-PP) | Orlando Alves (PS)                                    |                  |                           |
| Montalegre               | José Afonso (CDU)                       | Orlando Alves (PS)                                    |                  |                           |
| Murça                    |                                         | José Maria Costa (PS)                                 |                  | José Maria Costa (PS)     |
| Murça                    | Mário Artur Lopes (PPD/PSD)             | José Maria Costa (PS)                                 |                  |                           |
| Murça                    | Carlos Araújo (CDU)                     | José Maria Costa (PS)                                 |                  |                           |
| Murça                    | Luís Perdigão (CDS-PP)                  | José Maria Costa (PS)                                 |                  |                           |
| Peso da Régua            |                                         | Nuno Gonçalves (PSD)                                  |                  | Agostinho Santa (PS)      |
| Peso da Régua            | José Manuel Gonçalves (PPD/PSD)         | Nuno Gonçalves (PSD)                                  |                  |                           |
| Peso da Régua            | António Serafim (CDU)                   | Nuno Gonçalves (PSD)                                  |                  |                           |
| Ribeira de Pena          |                                         | Rui Vaz Alves (PS)                                    |                  | João Noronha (PS)         |
| Ribeira de Pena          | Agostinho Pinto (PPD/PSD)               | Rui Vaz Alves (PS)                                    |                  |                           |
| Ribeira de Pena          | Filomena Ramos (CDU)                    | Rui Vaz Alves (PS)                                    |                  |                           |
| Ribeira de Pena          | Bráulio Ferreira (CDS-PP.MPT.PPM)       | Rui Vaz Alves (PS)                                    |                  |                           |
| Sabrosa                  |                                         | José Marques (2013–2017) Domingos Carvas (2017–) (PS) |                  | Domingos Carvas (PS)      |
| Sabrosa                  | António Araújo (PPD/PSD)                | José Marques (2013–2017) Domingos Carvas (2017–) (PS) |                  |                           |
| Sabrosa                  | Fernando Amaral (CDU)                   | José Marques (2013–2017) Domingos Carvas (2017–) (PS) |                  |                           |
| Santa Marta de Penaguião |                                         | Luís Machado (PS)                                     |                  | Luís Machado (PS)         |
| Santa Marta de Penaguião | Daniel Teles (PPD/PSD)                  | Luís Machado (PS)                                     |                  |                           |
| Santa Marta de Penaguião | José Simão (CDU)                        | Luís Machado (PS)                                     |                  |                           |
| Santa Marta de Penaguião | Roque Brandão (CDS-PP)                  | Luís Machado (PS)                                     |                  |                           |
| Valpaços                 |                                         | Amílcar Almeida (PSD)                                 |                  | José Mimoso (PS)          |
| Valpaços                 | Amílcar Almeida (PPD/PSD)               | Amílcar Almeida (PSD)                                 |                  |                           |
| Valpaços                 | António Teixeira (CDU)                  | Amílcar Almeida (PSD)                                 |                  |                           |
| Valpaços                 | Fernando Nogueira (CDS-PP)              | Amílcar Almeida (PSD)                                 |                  |                           |
| Vila Pouca de Aguiar     |                                         | Alberto Machado (PSD)                                 |                  | José Carlos Rendeiro (PS) |
| Vila Pouca de Aguiar     | Alberto Machado (PPD/PSD)               | Alberto Machado (PSD)                                 |                  |                           |
| Vila Pouca de Aguiar     | Fernando Mendes (CDU)                   | Alberto Machado (PSD)                                 |                  |                           |
| Vila Pouca de Aguiar     | Carlos Machado dos Santos (CDS-PP)      | Alberto Machado (PSD)                                 |                  |                           |
| Vila Real                |                                         | Rui Santos (PS)                                       |                  | Rui Santos (PS)           |
| Vila Real                | António Carvalho (PPD/PSD)              | Rui Santos (PS)                                       |                  |                           |
| Vila Real                | João Paulo Correia (CDU)                | Rui Santos (PS)                                       |                  |                           |
| Vila Real                | Joana Rapazote (CDS-PP)                 | Rui Santos (PS)                                       |                  |                           |
| Vila Real                | Mário Gonçalves (BE)                    | Rui Santos (PS)                                       |                  |                           |

### Distrito de Viseu
| município             | presidente cessante                    | presidente cessante                 | cabeças de lista | cabeças de lista            |
| --------------------- | -------------------------------------- | ----------------------------------- | ---------------- | --------------------------- |
| Armamar               |                                        | João Paulo Fonseca (PPD/PSD)        |                  | Luciano Gomes (PS)          |
| Armamar               | João Paulo Fonseca (PPD/PSD)           | João Paulo Fonseca (PPD/PSD)        |                  |                             |
| Armamar               | António Lareiro (CDU)                  | João Paulo Fonseca (PPD/PSD)        |                  |                             |
| Armamar               | Jorge Augusto (CDS-PP)                 | João Paulo Fonseca (PPD/PSD)        |                  |                             |
| Carregal do Sal       |                                        | Rogério Abrantes (PS)               |                  | Rogério Abrantes (PS)       |
| Carregal do Sal       | Óscar Paiva (PPD/PSD)                  | Rogério Abrantes (PS)               |                  |                             |
| Carregal do Sal       | António Luís Correia (CDU)             | Rogério Abrantes (PS)               |                  |                             |
| Carregal do Sal       | José Melo (CDS-PP.PPM)                 | Rogério Abrantes (PS)               |                  |                             |
| Carregal do Sal       | Hélder Duarte Dias (PURP)              | Rogério Abrantes (PS)               |                  |                             |
| Castro Daire          |                                        | Fernando Carneiro (PS)              |                  | Fernando Carneiro (PS)      |
| Castro Daire          | Paulo Almeida (PPD/PSD.CDS-PP)         | Fernando Carneiro (PS)              |                  |                             |
| Castro Daire          | Isabel Souto (CDU)                     | Fernando Carneiro (PS)              |                  |                             |
| Cinfães               |                                        | Armando Mourisco (PS)               |                  | Armando Mourisco (PS)       |
| Cinfães               | Bruno Rocha (PPD/PSD.CDS-PP)           | Armando Mourisco (PS)               |                  |                             |
| Cinfães               | Avelino Gonçalves (CDU)                | Armando Mourisco (PS)               |                  |                             |
| Lamego                |                                        | Francisco Lopes (PSD.PPM)           |                  | Ângelo Moura (PS)           |
| Lamego                | Ernesto Rodrigues (PPD/PSD)            | Francisco Lopes (PSD.PPM)           |                  |                             |
| Lamego                | José Pessoa (CDU)                      | Francisco Lopes (PSD.PPM)           |                  |                             |
| Lamego                | António Carreira (CDS-PP.PPM)          | Francisco Lopes (PSD.PPM)           |                  |                             |
| Lamego                | Alexandra Rodrigues (BE)               | Francisco Lopes (PSD.PPM)           |                  |                             |
| Mangualde             |                                        | João Azevedo (PS)                   |                  | João Azevedo (PS)           |
| Mangualde             | Joaquim Messias (PPD/PSD)              | João Azevedo (PS)                   |                  |                             |
| Mangualde             | Albertino Figueiredo (CDU)             | João Azevedo (PS)                   |                  |                             |
| Moimenta da Beira     |                                        | José Eduardo Ferreira (PS)          |                  | José Eduardo Ferreira (PS)  |
| Moimenta da Beira     | João Xavier (PPD/PSD)                  | José Eduardo Ferreira (PS)          |                  |                             |
| Moimenta da Beira     | Augusto Praça (CDU)                    | José Eduardo Ferreira (PS)          |                  |                             |
| Moimenta da Beira     | Cristiano Coelho (CDS-PP.PPM)          | José Eduardo Ferreira (PS)          |                  |                             |
| Moimenta da Beira     | José Governo (IND.)                    | José Eduardo Ferreira (PS)          |                  |                             |
| Mortágua              |                                        | José Júlio Norte (PPD/PSD)          |                  | Ricardo Pardal (PS)         |
| Mortágua              | José Júlio Norte (PPD/PSD)             | José Júlio Norte (PPD/PSD)          |                  |                             |
| Mortágua              | Martinho Quintela (CDU)                | José Júlio Norte (PPD/PSD)          |                  |                             |
| Mortágua              | Paulo Monteiro (CDS-PP)                | José Júlio Norte (PPD/PSD)          |                  |                             |
| Nelas                 |                                        | José Borges da Silva (PS)           |                  | José Borges da Silva (PS)   |
| Nelas                 | Isaura Pedro (PPD/PSD)                 | José Borges da Silva (PS)           |                  |                             |
| Nelas                 | Manuel Guedelha (CDU)                  | José Borges da Silva (PS)           |                  |                             |
| Nelas                 | Manuel Marques (CDS-PP)                | José Borges da Silva (PS)           |                  |                             |
| Nelas                 | Carlos Mota Veiga (IND.)               | José Borges da Silva (PS)           |                  |                             |
| Oliveira de Frades    |                                        | Luís Vasconcelos (PSD.PPM)          |                  | António Cabrita Grade (PS)  |
| Oliveira de Frades    | Paulo Antunes (PPD/PSD.CDS-PP)         | Luís Vasconcelos (PSD.PPM)          |                  |                             |
| Oliveira de Frades    | Miguel Martins (CDU)                   | Luís Vasconcelos (PSD.PPM)          |                  |                             |
| Oliveira de Frades    | Paulo Robalo Ferreira (NC)             | Luís Vasconcelos (PSD.PPM)          |                  |                             |
| Penalva do Castelo    |                                        | Francisco Carvalho (PS)             |                  | Francisco Carvalho (PS)     |
| Penalva do Castelo    | Gabriel Costa (PPD/PSD.CDS-PP.MPT.PPM) | Francisco Carvalho (PS)             |                  |                             |
| Penalva do Castelo    | Mafalda Vilarigues (CDU)               | Francisco Carvalho (PS)             |                  |                             |
| Penedono              |                                        | Carlos Esteves (PPD/PSD)            |                  | Sónia Numão (PS)            |
| Penedono              | Carlos Esteves (PPD/PSD)               | Carlos Esteves (PPD/PSD)            |                  |                             |
| Penedono              | Helena Martins Sá (CDU)                | Carlos Esteves (PPD/PSD)            |                  |                             |
| Resende               |                                        | Manuel Garcês Trindade (PS)         |                  | Manuel Garcês Trindade (PS) |
| Resende               | Jaime Alves (PPD/PSD)                  | Manuel Garcês Trindade (PS)         |                  |                             |
| Resende               | António Alvéolos (CDU)                 | Manuel Garcês Trindade (PS)         |                  |                             |
| Resende               | Anabela Oliveira (CDS-PP)              | Manuel Garcês Trindade (PS)         |                  |                             |
| Santa Comba Dão       |                                        | Leonel Gouveia (PS)                 |                  | Leonel Gouveia (PS)         |
| Santa Comba Dão       | Daniel Santos (PPD/PSD.CDS-PP)         | Leonel Gouveia (PS)                 |                  |                             |
| Santa Comba Dão       | Paulo Nogueira (CDU)                   | Leonel Gouveia (PS)                 |                  |                             |
| São João da Pesqueira |                                        | José Tulha (PPD/PSD)                |                  | Eduardo Rocha (PPD/PSD)     |
| São João da Pesqueira | Adriana Silva (CDU)                    | José Tulha (PPD/PSD)                |                  |                             |
| São João da Pesqueira | Manuel Cordeiro (IND. c/ PS.CDS-PP)    | José Tulha (PPD/PSD)                |                  |                             |
| São Pedro do Sul      |                                        | Vítor Figueiredo (PS)               |                  | Vítor Figueiredo (PS)       |
| São Pedro do Sul      | Daniel Martins (PPD/PSD)               | Vítor Figueiredo (PS)               |                  |                             |
| São Pedro do Sul      | João Pinheiro (CDU)                    | Vítor Figueiredo (PS)               |                  |                             |
| Sátão                 |                                        | Alexandre Vaz (PPD/PSD)             |                  | Paulo Santos (PPD/PSD)      |
| Sátão                 | Ângela Bártolo (CDU)                   | Alexandre Vaz (PPD/PSD)             |                  |                             |
| Sátão                 | Acácio Pinto (IND. c/ PS.CDS-PP)       | Alexandre Vaz (PPD/PSD)             |                  |                             |
| Sátão                 | Geraldo Oliveira (IND.)                | Alexandre Vaz (PPD/PSD)             |                  |                             |
| Sernancelhe           |                                        | Carlos Santiago (PPD/PSD)           |                  | Leonor Nascimento (PS)      |
| Sernancelhe           | Carlos Santiago (PPD/PSD)              | Carlos Santiago (PPD/PSD)           |                  |                             |
| Sernancelhe           | António Teixeira (CDU)                 | Carlos Santiago (PPD/PSD)           |                  |                             |
| Sernancelhe           | Nuno Franquelim (CDS-PP)               | Carlos Santiago (PPD/PSD)           |                  |                             |
| Tabuaço               |                                        | Carlos Carvalho (PSD.PPM)           |                  | João Ribeiro (PS)           |
| Tabuaço               | Carlos Carvalho (PPD/PSD.CDS-PP)       | Carlos Carvalho (PSD.PPM)           |                  |                             |
| Tabuaço               | Delfim Moutinho (CDU)                  | Carlos Carvalho (PSD.PPM)           |                  |                             |
| Tarouca               |                                        | Valdemar Pereira (PPD/PSD)          |                  | Afonso Dias (PS)            |
| Tarouca               | Valdemar Pereira (PPD/PSD)             | Valdemar Pereira (PPD/PSD)          |                  |                             |
| Tarouca               | João Cordeiro (CDU)                    | Valdemar Pereira (PPD/PSD)          |                  |                             |
| Tarouca               | Jorge Melo (CDS-PP)                    | Valdemar Pereira (PPD/PSD)          |                  |                             |
| Tondela               |                                        | José António Jesus (PPD/PSD)        |                  | Joaquim Santos (PS)         |
| Tondela               | José António Jesus (PPD/PSD)           | José António Jesus (PPD/PSD)        |                  |                             |
| Tondela               | Manuel Veiga (CDU)                     | José António Jesus (PPD/PSD)        |                  |                             |
| Tondela               | António Dinis (CDS-PP)                 | José António Jesus (PPD/PSD)        |                  |                             |
| Vila Nova de Paiva    |                                        | José Morgado (PS)                   |                  | José Morgado (PS)           |
| Vila Nova de Paiva    | Manuel Custódio (PPD/PSD.CDS-PP)       | José Morgado (PS)                   |                  |                             |
| Vila Nova de Paiva    | António Macário (CDU)                  | José Morgado (PS)                   |                  |                             |
| Viseu                 |                                        | António Almeida Henriques (PPD/PSD) |                  | Lúcia Silva (PS)            |
| Viseu                 | António Almeida Henriques (PPD/PSD)    | António Almeida Henriques (PPD/PSD) |                  |                             |
| Viseu                 | Filomena Pires (CDU)                   | António Almeida Henriques (PPD/PSD) |                  |                             |
| Viseu                 | Paula Jacinta Amaral (CDS-PP)          | António Almeida Henriques (PPD/PSD) |                  |                             |
| Viseu                 | Fernando Figueiredo (BE)               | António Almeida Henriques (PPD/PSD) |                  |                             |
| Viseu                 | Carolina Almeida (PAN)                 | António Almeida Henriques (PPD/PSD) |                  |                             |
| Vouzela               |                                        | Rui Ladeira (PS)                    |                  | António Meneses (PS)        |
| Vouzela               | Rui Ladeira (PPD/PSD)                  | Rui Ladeira (PS)                    |                  |                             |
| Vouzela               | Eduardo Boloto (CDU)                   | Rui Ladeira (PS)                    |                  |                             |
| Vouzela               | Paulo Lino Martins (CDS-PP)            | Rui Ladeira (PS)                    |                  |                             |

### Região Autónoma dos Açores
| município              | presidente cessante              | presidente cessante                                  | cabeças de lista | cabeças de lista          |
| ---------------------- | -------------------------------- | ---------------------------------------------------- | ---------------- | ------------------------- |
| Angra do Heroísmo      |                                  | Álamo Meneses (PS)                                   |                  | Álamo Meneses (PS)        |
| Angra do Heroísmo      | Marcos Couto (PPD/PSD)           | Álamo Meneses (PS)                                   |                  |                           |
| Angra do Heroísmo      | Paulo Santos (CDU)               | Álamo Meneses (PS)                                   |                  |                           |
| Angra do Heroísmo      | Graça Silveira (CDS-PP)          | Álamo Meneses (PS)                                   |                  |                           |
| Angra do Heroísmo      | Paulo Mendes (BE)                | Álamo Meneses (PS)                                   |                  |                           |
| Calheta dos Açores     |                                  | Décio Pereira (ind.)                                 |                  | Joana Reis (PPD/PSD)      |
| Calheta dos Açores     | Pedro Pessanha (CDU)             | Décio Pereira (ind.)                                 |                  |                           |
| Calheta dos Açores     | Paulo Fontes (BE)                | Décio Pereira (ind.)                                 |                  |                           |
| Calheta dos Açores     | Décio Pereira (IND. c/ PS)       | Décio Pereira (ind.)                                 |                  |                           |
| Calheta dos Açores     | Victor Fernandes (IND.)          | Décio Pereira (ind.)                                 |                  |                           |
| Corvo                  |                                  | José Manuel Silva (PS)                               |                  | José Manuel Silva (PS)    |
| Corvo                  | José Manuel Nunes (PPD/PSD)      | José Manuel Silva (PS)                               |                  |                           |
| Horta                  |                                  | José Leonardo Silva (PS)                             |                  | José Leonardo Silva (PS)  |
| Horta                  | Carlos Ferreira (PPD/PSD.CDS-PP) | José Leonardo Silva (PS)                             |                  |                           |
| Horta                  | Paula Decq Mota (CDU)            | José Leonardo Silva (PS)                             |                  |                           |
| Horta                  | Mário Moniz (BE)                 | José Leonardo Silva (PS)                             |                  |                           |
| Horta                  | Hugo Rombeiro (PAN)              | José Leonardo Silva (PS)                             |                  |                           |
| Lagoa dos Açores       |                                  | João Ponte (2013–2015) Cristina Calisto (2015–) (PS) |                  | Cristina Calisto (PS)     |
| Lagoa dos Açores       | Carlos Furtado (PPD/PSD)         | João Ponte (2013–2015) Cristina Calisto (2015–) (PS) |                  |                           |
| Lagoa dos Açores       | Ricardo Tavares (CDU)            | João Ponte (2013–2015) Cristina Calisto (2015–) (PS) |                  |                           |
| Lajes das Flores       |                                  | Luís Maciel (PS)                                     |                  | Luís Maciel (PS)          |
| Lajes das Flores       | Esmeralda Lourenço (PPD/PSD)     | Luís Maciel (PS)                                     |                  |                           |
| Lajes do Pico          |                                  | Roberto Silva (PS)                                   |                  | Roberto Silva (PS)        |
| Lajes do Pico          | Luís Bettencourt (CDU)           | Roberto Silva (PS)                                   |                  |                           |
| Lajes do Pico          | Miguel Machado (IND. c/ PPD/PSD) | Roberto Silva (PS)                                   |                  |                           |
| Madalena do Pico       |                                  | José António Soares (PSD)                            |                  | Jorge Pereira (PS)        |
| Madalena do Pico       | José António Soares (PPD/PSD)    | José António Soares (PSD)                            |                  |                           |
| Madalena do Pico       | Sérgio Gonçalves (CDU)           | José António Soares (PSD)                            |                  |                           |
| Nordeste               |                                  | Carlos Mendonça (PS)                                 |                  | Carlos Mendonça (PS)      |
| Nordeste               | António Miguel Soares (PPD/PSD)  | Carlos Mendonça (PS)                                 |                  |                           |
| Nordeste               | Daniel Oliveira (CDU)            | Carlos Mendonça (PS)                                 |                  |                           |
| Ponta Delgada          |                                  | José Manuel Bolieiro (PSD)                           |                  | Vítor Fraga (PS)          |
| Ponta Delgada          | José Manuel Bolieiro (PPD/PSD)   | José Manuel Bolieiro (PSD)                           |                  |                           |
| Ponta Delgada          | Rui Teixeira (CDU)               | José Manuel Bolieiro (PSD)                           |                  |                           |
| Ponta Delgada          | Bruna Almeida (CDS-PP.PPM)       | José Manuel Bolieiro (PSD)                           |                  |                           |
| Ponta Delgada          | Jorge Kol de Carvalho (BE)       | José Manuel Bolieiro (PSD)                           |                  |                           |
| Ponta Delgada          | Pedro Neves (PAN)                | José Manuel Bolieiro (PSD)                           |                  |                           |
| Ponta Delgada          | José Azevedo (L)                 | José Manuel Bolieiro (PSD)                           |                  |                           |
| Povoação               |                                  | Carlos Ávila (2013–2015) Pedro Melo (2016–2017) (PS) |                  | Pedro Melo (PS)           |
| Povoação               | Adelino Pimentel (PPD/PSD)       | Carlos Ávila (2013–2015) Pedro Melo (2016–2017) (PS) |                  |                           |
| Povoação               | Vera Correia (CDU)               | Carlos Ávila (2013–2015) Pedro Melo (2016–2017) (PS) |                  |                           |
| Praia da Vitória       |                                  | Roberto Monteiro (PS)                                |                  | Tibério Dinis (PS)        |
| Praia da Vitória       | Cláudia Martins (PPD/PSD)        | Roberto Monteiro (PS)                                |                  |                           |
| Praia da Vitória       | António Fonseca (CDU)            | Roberto Monteiro (PS)                                |                  |                           |
| Praia da Vitória       | Andreia Vasconcelos (CDS-PP)     | Roberto Monteiro (PS)                                |                  |                           |
| Praia da Vitória       | Alexandra Manes (BE)             | Roberto Monteiro (PS)                                |                  |                           |
| Ribeira Grande         |                                  | Alexandre Gaudêncio (PSD)                            |                  | Fernando Moniz Sousa (PS) |
| Ribeira Grande         | Alexandre Gaudêncio (PPD/PSD)    | Alexandre Gaudêncio (PSD)                            |                  |                           |
| Ribeira Grande         | João Gomes (CDU)                 | Alexandre Gaudêncio (PSD)                            |                  |                           |
| Ribeira Grande         | António Lima (BE)                | Alexandre Gaudêncio (PSD)                            |                  |                           |
| Santa Cruz da Graciosa |                                  | Manuel Avelar (PS)                                   |                  | Manuel Avelar (PS)        |
| Santa Cruz da Graciosa | António Reis (PPD/PSD)           | Manuel Avelar (PS)                                   |                  |                           |
| Santa Cruz das Flores  |                                  | José Carlos Mendes (PS)                              |                  | José Carlos Mendes (PS)   |
| Santa Cruz das Flores  | William Braga (PPD/PSD)          | José Carlos Mendes (PS)                              |                  |                           |
| Santa Cruz das Flores  | Paulo Valadão (CDU)              | José Carlos Mendes (PS)                              |                  |                           |
| São Roque do Pico      |                                  | Mark Silveira (PS)                                   |                  | Mark Silveira (PS)        |
| São Roque do Pico      | Francisco Bettencourt (PPD/PSD)  | Mark Silveira (PS)                                   |                  |                           |
| Velas                  |                                  | Luís Silveira (CDS)                                  |                  | André Rodrigues (PS)      |
| Velas                  | Paula Amarante (PPD/PSD)         | Luís Silveira (CDS)                                  |                  |                           |
| Velas                  | António Salgado Almeida (CDU)    | Luís Silveira (CDS)                                  |                  |                           |
| Velas                  | Luís Silveira (CDS-PP)           | Luís Silveira (CDS)                                  |                  |                           |
| Vila do Porto          |                                  | Carlos Rodrigues (PSD)                               |                  | João Braga (PS)           |
| Vila do Porto          | Carlos Rodrigues (PPD/PSD)       | Carlos Rodrigues (PSD)                               |                  |                           |
| Vila do Porto          | Carlos Oliveira (BE)             | Carlos Rodrigues (PSD)                               |                  |                           |
| Vila Franca do Campo   |                                  | Ricardo Rodrigues (PS)                               |                  | Ricardo Rodrigues (PS)    |
| Vila Franca do Campo   | Sabrina Furtado (PPD/PSD)        | Ricardo Rodrigues (PS)                               |                  |                           |
| Vila Franca do Campo   | Valdemiro Borges (CDU)           | Ricardo Rodrigues (PS)                               |                  |                           |

### Região Autónoma da Madeira
| município             | presidente cessante                              | presidente cessante              | cabeças de lista | cabeças de lista                |
| --------------------- | ------------------------------------------------ | -------------------------------- | ---------------- | ------------------------------- |
| Calheta da Madeira    |                                                  | Carlos Teles (PSD)               |                  | Sofia Canha (PS)                |
| Calheta da Madeira    | Carlos Teles (PPD/PSD)                           | Carlos Teles (PSD)               |                  |                                 |
| Calheta da Madeira    | José Costa (CDU)                                 | Carlos Teles (PSD)               |                  |                                 |
| Calheta da Madeira    | Martinho Câmara (CDS-PP)                         | Carlos Teles (PSD)               |                  |                                 |
| Calheta da Madeira    | Manuel Teles (PTP)                               | Carlos Teles (PSD)               |                  |                                 |
| Câmara de Lobos       |                                                  | Pedro Coelho (PSD)               |                  | Amândio Silva (PS)              |
| Câmara de Lobos       | Pedro Coelho (PPD/PSD)                           | Pedro Coelho (PSD)               |                  |                                 |
| Câmara de Lobos       | Alexandre Fernandes (CDU)                        | Pedro Coelho (PSD)               |                  |                                 |
| Câmara de Lobos       | João Paulo Santos (CDS-PP)                       | Pedro Coelho (PSD)               |                  |                                 |
| Câmara de Lobos       | Paulo Alexandre Santos (BE)                      | Pedro Coelho (PSD)               |                  |                                 |
| Câmara de Lobos       | Quintino Costa (PTP)                             | Pedro Coelho (PSD)               |                  |                                 |
| Câmara de Lobos       | Aires Carvalho (MPT)                             | Pedro Coelho (PSD)               |                  |                                 |
| Câmara de Lobos       | Dinis Teles (PDR)                                | Pedro Coelho (PSD)               |                  |                                 |
| Funchal               |                                                  | Paulo Cafôfo (Coligação Mudança) |                  | Paulo Cafôfo (PS-BE-JPP-PDR-NC) |
| Funchal               | Rubina Leal (PPD/PSD)                            | Paulo Cafôfo (Coligação Mudança) |                  |                                 |
| Funchal               | Artur Andrade (CDU)                              | Paulo Cafôfo (Coligação Mudança) |                  |                                 |
| Funchal               | Rui Barreto (CDS-PP)                             | Paulo Cafôfo (Coligação Mudança) |                  |                                 |
| Funchal               | Jorge Manuel Santos (PCTP/MRPP)                  | Paulo Cafôfo (Coligação Mudança) |                  |                                 |
| Funchal               | Raquel Coelho (PTP)                              | Paulo Cafôfo (Coligação Mudança) |                  |                                 |
| Funchal               | Roberto Vieira (MPT.PPV/CDC)                     | Paulo Cafôfo (Coligação Mudança) |                  |                                 |
| Funchal               | Gil Canha (PPM.PURP)                             | Paulo Cafôfo (Coligação Mudança) |                  |                                 |
| Machico               |                                                  | Ricardo Franco (PS)              |                  | Ricardo Franco (PS)             |
| Machico               | Ricardo Sousa (PPD/PSD)                          | Ricardo Franco (PS)              |                  |                                 |
| Machico               | Pedro Carvalho (CDU)                             | Ricardo Franco (PS)              |                  |                                 |
| Machico               | Marietta Drummond (CDS-PP)                       | Ricardo Franco (PS)              |                  |                                 |
| Machico               | Ricardo Giestas (BE)                             | Ricardo Franco (PS)              |                  |                                 |
| Machico               | Fernanda Calaça (PCTP/MRPP)                      | Ricardo Franco (PS)              |                  |                                 |
| Machico               | Lucília Sousa (PTP)                              | Ricardo Franco (PS)              |                  |                                 |
| Machico               | Virgínia Henriques (MPT)                         | Ricardo Franco (PS)              |                  |                                 |
| Machico               | Álvaro Araújo (PNR)                              | Ricardo Franco (PS)              |                  |                                 |
| Machico               | Carlos Costa (JPP)                               | Ricardo Franco (PS)              |                  |                                 |
| Ponta do Sol          |                                                  | Rui Marques (PSD)                |                  | Célia Pessegueiro (PS)          |
| Ponta do Sol          | Virgílio Ganança (PPD/PSD)                       | Rui Marques (PSD)                |                  |                                 |
| Ponta do Sol          | Indalécio Santos (CDU)                           | Rui Marques (PSD)                |                  |                                 |
| Ponta do Sol          | Sara Madalena (CDS-PP)                           | Rui Marques (PSD)                |                  |                                 |
| Ponta do Sol          | Maria Ganança (BE)                               | Rui Marques (PSD)                |                  |                                 |
| Ponta do Sol          | Andreia Bargante (PTP)                           | Rui Marques (PSD)                |                  |                                 |
| Ponta do Sol          | Pedro Manteigas (MPT)                            | Rui Marques (PSD)                |                  |                                 |
| Porto Moniz           |                                                  | Emanuel Câmara (PS)              |                  | Emanuel Câmara (PS)             |
| Porto Moniz           | Rui Nélson Rodrigues (PPD/PSD)                   | Emanuel Câmara (PS)              |                  |                                 |
| Porto Moniz           | Miguel Cabral (CDU)                              | Emanuel Câmara (PS)              |                  |                                 |
| Porto Moniz           | Manuel Câmara (PTP)                              | Emanuel Câmara (PS)              |                  |                                 |
| Porto Moniz           | Roberto Rodrigues (MPT)                          | Emanuel Câmara (PS)              |                  |                                 |
| Porto Moniz           | Gabriel Farinha (IND. c/ CDS-PP)                 | Emanuel Câmara (PS)              |                  |                                 |
| Porto Santo           |                                                  | Filipe Menezes de Oliveira (PS)  |                  | Filipe Menezes de Oliveira (PS) |
| Porto Santo           | Idalino Vasconcelos (PPD/PSD)                    | Filipe Menezes de Oliveira (PS)  |                  |                                 |
| Porto Santo           | Hugo Nóbrega (CDU)                               | Filipe Menezes de Oliveira (PS)  |                  |                                 |
| Porto Santo           | João Rodrigues (CDS-PP)                          | Filipe Menezes de Oliveira (PS)  |                  |                                 |
| Porto Santo           | Tiago Camacho (BE)                               | Filipe Menezes de Oliveira (PS)  |                  |                                 |
| Porto Santo           | Alcino Gomes (PTP)                               | Filipe Menezes de Oliveira (PS)  |                  |                                 |
| Porto Santo           | José António Castro (IND.)                       | Filipe Menezes de Oliveira (PS)  |                  |                                 |
| Ribeira Brava         |                                                  | Ricardo Nascimento (PSD)         |                  | Alano Gonçalves (PS)            |
| Ribeira Brava         | Nivalda Gonçalves (PPD/PSD)                      | Ricardo Nascimento (PSD)         |                  |                                 |
| Ribeira Brava         | Alex Faria (CDU)                                 | Ricardo Nascimento (PSD)         |                  |                                 |
| Ribeira Brava         | José Luís Jaleco (BE)                            | Ricardo Nascimento (PSD)         |                  |                                 |
| Ribeira Brava         | Francisco Santos (PTP)                           | Ricardo Nascimento (PSD)         |                  |                                 |
| Ribeira Brava         | Luís Drumond (JPP)                               | Ricardo Nascimento (PSD)         |                  |                                 |
| Ribeira Brava         | Ricardo Nascimento (IND. c/ CDS-PP.PPM.MPT.PDR)  | Ricardo Nascimento (PSD)         |                  |                                 |
| Santa Cruz da Madeira |                                                  | Filipe Sousa (ind.)              |                  | Cláudio Torres (PS)             |
| Santa Cruz da Madeira | Roquelino Ornelas (PPD/PSD)                      | Filipe Sousa (ind.)              |                  |                                 |
| Santa Cruz da Madeira | Sílvia Vasconcelos (CDU)                         | Filipe Sousa (ind.)              |                  |                                 |
| Santa Cruz da Madeira | Leontina Serôdio (CDS-PP)                        | Filipe Sousa (ind.)              |                  |                                 |
| Santa Cruz da Madeira | Miguel Fonseca (BE)                              | Filipe Sousa (ind.)              |                  |                                 |
| Santa Cruz da Madeira | José Tito Teixeira (PCTP/MRPP)                   | Filipe Sousa (ind.)              |                  |                                 |
| Santa Cruz da Madeira | José Manuel Coelho (PTP)                         | Filipe Sousa (ind.)              |                  |                                 |
| Santa Cruz da Madeira | Guida Teixeira (MPT)                             | Filipe Sousa (ind.)              |                  |                                 |
| Santa Cruz da Madeira | Filipe Sousa (JPP)                               | Filipe Sousa (ind.)              |                  |                                 |
| Santa Cruz da Madeira | Rúben Visinho (PDR)                              | Filipe Sousa (ind.)              |                  |                                 |
| Santana               |                                                  | Teófilo Cunha (CDS)              |                  | João Sousa (PS)                 |
| Santana               | João Gabriel Caldeira (PPD/PSD)                  | Teófilo Cunha (CDS)              |                  |                                 |
| Santana               | David Monteiro (CDU)                             | Teófilo Cunha (CDS)              |                  |                                 |
| Santana               | Teófilo Cunha (CDS-PP)                           | Teófilo Cunha (CDS)              |                  |                                 |
| Santana               | Elsa Mata (PTP)                                  | Teófilo Cunha (CDS)              |                  |                                 |
| Santana               | Eduardo Freitas (MPT)                            | Teófilo Cunha (CDS)              |                  |                                 |
| Santana               | Carlos Pereira (IND.)                            | Teófilo Cunha (CDS)              |                  |                                 |
| São Vicente           |                                                  | José António Garcês (ind.)       |                  | Ricardo Catanho (PS)            |
| São Vicente           | Ester Pereira (CDU)                              | José António Garcês (ind.)       |                  |                                 |
| São Vicente           | António Câmara (PTP)                             | José António Garcês (ind.)       |                  |                                 |
| São Vicente           | Fernanda Silva (MPT)                             | José António Garcês (ind.)       |                  |                                 |
| São Vicente           | José António Garcês (IND. c/ PPD/PSD.CDS-PP.PPM) | José António Garcês (ind.)       |                  |                                 |